# Liste der Monuments historiques in Mommenheim
Die Liste der Monuments historiques in Mommenheim führt die Monuments historiques in der französischen Gemeinde Mommenheim auf.

## Liste der Objekte
| Bezeichnung                                            | Beschreibung | Standort                        | Kennzeichnung | Schutzstatus | Datum | Bild           |
| ------------------------------------------------------ | --- | ------------------------------- | ------------- | ------------ | ----- | -------------- |
| Kanzel                                                 | Holz, farbig gefasst und vergoldet, um 1800 | in der Kirche St-Maurice (Lage) | PM67000548    | Classé       | 1991  | weitere Bilder |
| Zwei Skulpturen: Heiliger Mauritius und Heilige Sophia | Holz, farbig gefasst und vergoldet, 18. Jahrhundert | in der Kirche St-Maurice (Lage) | PM67000614    | Classé       | 1991  |                |
| Taufbecken                                             | Sandstein, 1666 | in der Kirche St-Maurice (Lage) | PM67001293    | Inscrit      | 1988  | weitere Bilder |
| Hauptaltar                                             | Altartisch, Tabernakel, Retabel und zwei Gemälde; Holz, farbig gefasst und vergoldet, sowie Ölfarbe auf Leinwand; Holzarbeiten aus dem 18. Jahrhundert, Gemälde von 1877 (von Georges Huss) und 1891 (von Martin von Feuerstein)  | in der Kirche St-Maurice (Lage) | PM67000547    | Classé       | 1991  | weitere Bilder |
| Fünf Deckengemälde                                     | Ölfarbe auf Leinwand, maroufliert, 1766 | in der Kirche St-Maurice (Lage) | PM67000535    | Classé       | 1991  | weitere Bilder |
| Franziskusaltar                                        | Seitenaltar; Altartisch, Retabel und zwei Gemälde; Holz, farbig gefasst und vergoldet, sowie Ölfarbe auf Leinwand; Holzarbeiten aus dem 18. Jahrhundert, Gemälde von 1877 (von Georges Huss) und 1892 (von Martin von Feuerstein) | in der Kirche St-Maurice (Lage) | PM67000546    | Classé       | 1991  | weitere Bilder |
| Verkündigungsaltar                                     | Seitenaltar; Altartisch, Retabel und zwei Gemälde; Holz, farbig gefasst und vergoldet, sowie Ölfarbe auf Leinwand; Holzarbeiten aus dem 18. Jahrhundert, Gemälde von 1877 (von Georges Huss) und 1893 (von Martin von Feuerstein) | in der Kirche St-Maurice (Lage) | PM67000545    | Classé       | 1991  | weitere Bilder |